# Chèques en boîte
Pour plus de détails, voir Fiche technique et Distribution.
Chèques en boîte est un téléfilm franco-italien réalisé en 1994 par Nicolas Gessner.

## Synopsis
Deux vieux artisans désargentés dérobent dans les boîtes aux lettres des centres d'impôts les chèques déposés par les contribuables, et transforment l'ordre « Trésor Public » en « Trésor Publication » pour les déposer ensuite sur le compte de l'entreprise homonyme qu'ils ont créée.

## Fiche technique
- Réalisateur : Nicolas Gessner
- Scénario : Henri Slotine
- Photographie : Emmanuel Machuel
- Genre : Comédie
- Date de première diffusion : 15 janvier 1994

## Distribution
- Julien Guiomar : Marcel
- Henri Virlojeux : Emile
- Antonella Lualdi : Yvonne
- André Chaumeau : L' Inspecteur des Impôts
- Claire Maurier : Odette
- Jacques François : Cornélius, le Chevalier de Ségurel
- Gaia Zoppi : Isabelle